# Tangkoel
De Tangkoel is een natuurgebied in Hout-Blerick, een wijk in de Nederlandse gemeente Venlo.
Het gebied ligt rond een grote vijver van circa 1 hectare, welke van origine een oude Maasarm is. Het is een belangrijke broedplaats voor ijsvogels, die er tijdens het broedseizoen nog in groten getale aanwezig zijn. Ook bevinden zich in de vijver grote scholen karpers en diverse soorten witvis. Rond de vijver bevindt zich elzenbroekbos en, waar kwel is, komt de bittere veldkers voor.
Het gebied is vernoemd naar de nabijgelegen boerderij De Tang, welke al in 1406 werd vermeld en op een nabijgelegen zandrug ligt.
In 2008 is rondom en over de vijver een wandelroute aangelegd door de stichting Het Limburgs Landschap, welke de beheerder is van dit gebied. De omgeving van de vijver is verder goed beschut door diverse boomsoorten.